# Henrik Löwenmark
Henrik Löwenmark, né le 3 juillet 1959 à Göteborg, est un pianiste et musicologue suédois. Il vit à Stockholm.
Henrik Löwenmark est surtout connu pour ses interprétations de la musique d’Antoine Reicha, compositeur qui a été le sujet de la thèse qu’il a soutenue en 2006 à l’université de Göteborg.

## Discographie
- 2 enregistrements avec Maria Höglind
  - Maria Höglind (Blå Ton, vinyle, 1982)
  - Visage of the Voice (Phona Suecia, CD, 2003)
- 4 volumes de musique pour piano de Reicha sur Toccata Classics
  - Complete Piano Music Volume 1 : Sonata in G minor op. 46, no 1 - Sonata in B flat major op. 46, no 2 - Sonata in E major op. 46, no 3 - Two Fantasies op. 59
  - Complete Piano Music Volume 2 : Six Fugues, op. 81 - Étude de piano ou 57 variations sur un même thème, suivies d’un Rondeau, op. 102
  - Complete Piano Music Volume 3 : Rondeau No. 2 in F major (c. 1800) - Études ou Exercices, op. 30, livre 1 (c. 1800) - Études ou Exercices, op. 30, livre 2 (c. 1800) - Fantaisie sur un thème de Girolamo Frescobaldi (c. 1800)
  - Complete Piano Music Volume 4 : Sonata in D major (c. 1805) - Andante in G major (c. 1800) - Fantaisie in E minor/major, op. 611 (publ. c. 1806) - L’Espiègle – Allegro scherzando (années 1790 ?) - Allegro in E flat major (c. 1803) - Fantaisie in C major (c. 1803) - Fantaisie in B flat major (c. 1803) - Grande Sonate in E flat major (c. 1805)